# Sepedon lobifera
Sepedon lobifera är en tvåvingeart som beskrevs av Friedrich Georg Hendel 1911. Sepedon lobifera ingår i släktet Sepedon och familjen kärrflugor.
Artens utbredningsområde är Taiwan. Inga underarter finns listade i Catalogue of Life.